# Chad Donovan
Chad Donovan (* 1972 in Ohio) ist ein US-amerikanischer Pornodarsteller, Filmproduzent und Filmregisseur.

## Leben
Seine Kindheit verbrachte Donovan auf einem Bauernhof in Ohio. Nach seiner Schulzeit begann Donovan in der Pornoindustrie zu arbeiten. Er drehte als Pornodarsteller in den 1990er Jahren viele schwule Pornofilme. 1994 zog Donovan von Ohio nach San Francisco. In den 2000er begann er als Pornofilmregisseur tätig zu werden. Sein Pseudonym wählte er nach dem Namen des Pornodarstellers Calvin Culver, der unter dem Pseudonym Casey Donovan in den frühen 1970er bekannt war.
Donovan gewann 1996 den Grabby Award und 1998 den GayVN Awards. 2005 wurde er jeweils in die Hall of Fame der GayVN Awards und des Grabby Award aufgenommen.

## Filmografie (Auswahl)
als Pornodarsteller
- Studs 'N Pups (MSR Videos, 2004)
- Open House (Massive Studio, 2003)
- The Seven Deadly Sins: Pride (All Worlds Video, 2001)
- Hot Cops 3: The Final Assault (Centaur Films, 1997)
- Picture Perfect (Vivid Man, 1996)
- Come And Get It (Catalina Video, 1995)
- Secret Sex 2: The Sex Radicals (Catalina Video, 1994)
- Workin' Stiff (Falcon Studios, 1994)

als Filmregisseur
- On Fire! (Jet Set Productions, 2007)
- Basic Plumbing 3 (Falcon Studios, 2006)
- Carnal Choices (Studio 2000, 2005)
- Porn Struck VIII (All Worlds Video, 2003)
- Knight Spot (All Worlds, 2002)
- Movin' On (Men of Odyssey, 2001)